# Adam Kokesh
Adam Charles Kokesh (1 de febrero de 1982, San Francisco, California) es un activista libertario antiguerra estadounidense, podcaster, y un autoproclamado anarcocapitalista. En 2010 y 2011, fue anfitrión de un programa de radio, y un breve programa de televisión en RT.
Kokesh era cabo en el Cuerpo de Marines de Estados Unidos y es un veterano de la guerra de Irak. Su unidad era un enlace entre los militares americanos y los civiles iraquíes, también trabajó en un punto de seguridad en Irak. En 2004 fue degradado de sargento a cabo, y en 2007 fue despedido con honores, en ambas ocasiones por motivos disciplinarios. Kokesh recibió el Listón de Acción en Combate y la Medalla de Elogio Naval por su combate en Faluya.
A partir de 2007, se convirtió en miembro y uno de los principales defensores de los "Veteranos de Irak Contra la Guerra". En 2010 fue candidato a congresista en las primarias del Partido Republicano apoyado por simpatizantes de Ron Paul. En 2011, pasó a fundar "Veteranos por Ron Paul" junto al cofundador Nathan Cox.
Algunas de sus manifestaciones de protesta contra las misiones militares estadounidenses en el extranjero y sus actos de desobediencia civil han sido motivo de controversia.

## Adam vs. The Man
Desde junio de 2010 Kokesh dirige un programa llamado Adam vs. The Man, originalmente un programa de radio transmitido por una emisora de Nuevo México, luego RT America tomó el programa y lo televisó - Kokesh recibió algunas críticas conservadoras puesto que RT es una cadena auspiciada por el gobierno de Rusia. Luego de 2011 Adam Kokesh ha continuado el programa de forma independiente a través de su sitio web y su canal de YouTube, en el que, entre otros temas, realizó una cobertura crítica del movimiento Occupy Wall Street.